# 解放烈士纪念塔
解放烈士纪念塔，位于中国吉林省四平市铁西区英雄大街，为一个省级文物保护单位，类型为近现代史迹及代表性建筑，公布时间为1961年4月13日。该文物保护单位由四平市民政局管理。
解放烈士纪念塔的历史年代为1948年。